# Savitri Kunadi
Savitri Kunadi (* 23. September 1943 in Kota (Indien)) ist eine ehemalige indische Botschafterin.

## Leben
Savitri Kunadi ist die Tochter von Ridhi Sidhi Kumari und Gajender Singh.
Sie ist Master der Politikwissenschaft.
Von 1969 bis 1971 war sie Gesandtschaftssekretärin dritte Klasse in Paris.
Von 1977 bis 1980 war sie Gesandtschaftssekretärin erster Klasse der Abteilung Handel in Warschau.
Von 1983 bis 1986 war sie beim UN-Hauptquartier in New York City beschäftigt. 
Von Oktober 1986 bis Juni 1989 war sie Botschafterin in Lima und war bei der Regierung in La Paz akkreditiert.  
Von 1989 bis 1992 vertrat sie die indische Regierung bei der UNESCO in Paris.
Von 1992 bis 1997 leitete sie im Außenministerium Neu-Delhi die Abteilung Internationale Organisationen.
Von Januar 1998 bis Februar 2002 leitete die Mission bei den Organisationen der Vereinten Nationen in Genf und vertrat die indische Regierung bei Abrüstungskonferenzen.
Von Februar 2002 bis 8. Juli 2004 war sie Botschafterin in Paris.